# Rugopharynx
Rugopharynx är ett släkte av rundmaskar. Rugopharynx ingår i familjen Pharyngostrongylidae.
Kladogram enligt Catalogue of Life:
| Rugopharynx | \| \| Rugopharynx australis \| \| \| \| \| \| Rugopharynx longibursaris \| \| \| \| \| \| Rugopharynx omega \| \| \| \| |
|             | \| \| Rugopharynx australis \| \| \| \| \| \| Rugopharynx longibursaris \| \| \| \| \| \| Rugopharynx omega \| \| \| \| |
|             | Pararugopharynx |
|             | |
|             | Rugopharynx australis                                                                                                   |
|             | |
|             | Rugopharynx longibursaris                                                                                               |
|             | |
|             | Rugopharynx omega |
|             | |

|  | Rugopharynx australis     |
|  |                           |
|  | Rugopharynx longibursaris |
|  |                           |
|  | Rugopharynx omega         |
|  |                           |